# 田汉
田汉（1898年3月12日—1968年12月10日），湖南长沙人，话剧作家，戏曲作家，电影剧本作家，1920年代是親共作家組織创造社的成员。最著名作品是於1934年底作詞的電影《風雲兒女》主題曲，易名《义勇军进行曲》，後成為中華人民共和國國歌。1966年，於文化大革命中被批鬥，1968年，死於禁閉之中。

## 生平
乳名和兒，學名寿昌，曾用笔名伯鸿、陈瑜、漱人、汉仙等，田漢9歲喪父，母親靠選絲織絹帶大三兄弟。1912年入讀长沙师范学校，校长是徐特立。1916年秋隨舅父易象（民國初年曾任湖南省政廳廳長）去日本，最初學海軍，後來入東京高等師範學校學教育，熱心於戲劇，和郭沫若、左舜生、张資平等結為摯友。

### 南國社

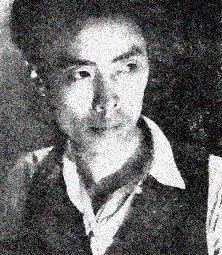
1929年南國社之田汉

1919年10月，田漢再赴東瀛，帶了表妹易漱瑜（舅父易象之女）。1920年12月易象在长沙被趙恆惕殺害，二人在日本結婚，因經濟窘迫，1922年9月二人結束在日留學生涯，田漢在上海中华书局任编辑，和妻易漱瑜创办《南国月刊》，发表剧作。1925年，田汉创办“南国社”，拍摄了由他编剧的电影《到民间去》。
1927年四一二事变之后，曾短期在中国国民党总政治部宣传处工作，负责电影戏剧事务。1928年，扩大“南国社”，分文学、绘画、音乐、戏剧、电影五部，并成立南国艺术学院。

### 感情生活
易漱瑜（第1任妻）在1925年病逝，臨終前，易漱瑜介紹同窗好友黃大琳（第2任妻）給田漢，田黃二人短暫結婚。1925年，林維中（第3任妻）在《南國特刊》上讀到了田漢悼妻散文《從悲哀的國裡來》，被深深打動，她大膽地寫一封信給田漢，坦誠愛慕之情，二人開始通信戀愛關係。1928年暑假，林維中從新加坡到上海與田漢見面，當她聽說田漢辦學沒錢，立即給他500元積蓄。1929年，田漢和黃大琳和平離婚，更專門去拍了一張離婚合影，刊在《南國月刊》第四期。同年，田漢認識上海中共特科成员安娥（第4任妻），深被其苏联「红色女郎」政治情懷吸引。1930年春，林維中從南洋來上海。同年在安娥影響下，田漢加入了「左联」，並申請入共产党。至秋天，南國社被查封，田漢隱居，與安娥同居。林安二人對質，田漢猶豫不決。安娥告訴林維中：「我不要家，不要丈夫，你與他結婚吧。」結果，田漢決定遵守諾言，與林維中完婚。安娥為投身共产主义，交托田大畏給母親，並欺騙田漢：「孩子已死，勿需掛念。」1932年一二八事變後，田漢經瞿秋白主持加入中国共产党。

### 文藝高峰
1934年，與聶耳合作為電影《桃李劫》寫《畢業歌》。電通公司在10月拍攝《桃李劫》完成後，開始籌劃拍攝第二部電影《風雲兒女》，在同年秋末基本完成電影故事創作，1935年2月19日，田漢被國民政府拘捕前，完成電影主題曲作詞。
最初只是影片中男主角詩人宗白華（袁牧之飾演）寫作的《萬里長城》詩的一節，併無曲名，現存的聶耳此歌的手稿影印譜上，歌名也只是《進行曲》。5月9日電通公司錄制的唱片歌名已經是《義勇軍進行曲》，歌曲命名者未詳，但非尚在獄中的田漢本人。
1937年作《四季歌》、《天涯歌女》歌詞，為《馬路天使》的主題曲。同年田漢為避日軍西撤時，重遇安娥，次年与安娥结婚。1941年在大后方桂林组建新中国剧社。
1949年中华人民共和国建国前夕，《義勇軍進行曲》被選為中華人民共和國國歌。田漢此後歴任文化部戲曲改進局、藝術局局長。

### 文革身亡
1966年文化大革命開始，2月1日中共中央機關報人民日报刊登「田漢的《謝瑤環》是一棵大毒草」等批判文章，批評劇中「載舟之水要覆舟」、「為民請命」實際是指桑罵槐，將党和人民對立起來，是「反党反社会主义」。7月，田漢先後在社会主义学院及王府井文联大楼礼堂被红卫兵批鬥，其子田大畏「跟党走」，受剧协党支部书记委派，代表革命群众跟田漢談話，每次滙報所有談話內容，田漢說，親屬批判批鬥他，「我很高興」，他說明「你們是站在革命一面」，覺得自己很安慰很高興。12月4日田漢被“专政”活捉，由北京卫戍区司令部監押，1967年2月17日關押於秦城监狱，中央专案组成立由军人组织的田漢专案组繼續審訊。1967年7月，田漢被化名李伍送進军方301医院，因田漢有糖尿病而有時小便掉地，看管其之造反派逼田漢趴在地上飲掉自己的小便，其又被注射葡萄糖。1968年因糖尿病、尿毒症和冠心病去世，死時無一親屬在旁。死後，名單上寫的是假名字“李伍”，跟後來被迫害身亡的原党和国家领导人劉少奇死時被化名“刘卫黄”一样。只有兒子田大畏被告知死訊，有军方人士對他宣布：“田汉死了，罪大恶极”，嚇得他連骨灰都不敢取回，其他親友均不知情。田漢母親直至去世，也沒有見到兒子最後一面。 
1970年中国大陆大规模批鬥田汉、周扬、夏衍、阳翰笙“四条汉子”。因此，田在1975年被以“组织”的名义宣布为“叛徒”、「堅決執行文藝黑線」，并被“永远开除党籍”。當時中国大陆正式场合只能演奏国歌的曲谱，不能唱其所作之詞，群众集会，也只唱《东方红》和《大海航行靠舵手》。文革结束后，1978年国歌歌词曾改为李焕之所配的“继续革命的战歌”词；1979年4月，中共为田汉平反，在北京召开了隆重的追悼大会，1982年第五届全国人民代表大会第五次会议通过决议，国歌恢复田汉作词。

## 成就

### 文學
田漢是現代戲劇運動的開創人，和戲劇改革的先驅者。在他的戲劇中，現實主義和浪漫主義達到了統一，洋溢著濃郁的詩意，充滿著豐富的戲劇性，又善於捕捉人物的內心世界和感情變化。話劇代表作有《咖啡店的一夜》、《名優之死》、《月光曲》、《亂鐘》等。
田汉一生从事于文艺事业，创作话剧、歌剧60余部，电影剧本20余部，戏曲剧本24部，歌词和新旧体诗歌近2000首。其中《义勇军进行曲》经聂耳谱曲后定为中华人民共和国国歌。话剧作品還有《获虎之夜》、《回春之曲》、《丽人行》、《关汉卿》、《文成公主》及改编戏曲剧本《武则天》、《江汉渔歌》、《白蛇传》、《金鳞记》、《西厢记》、《谢瑶环》等。《关汉卿》代表田汉话剧创作的最高成就。

## 軍事學研究
田漢還是中國海軍史專家。北洋水师济远舰的“主炮晾衣”之說，實際就是出自田漢在抗日戰爭期間於《整建月刊》雜志上發表的一篇海軍史論文“關於中國海軍的幾個問題”。

## 影视形象
- 2009年电影《建国大业》，由甄子丹饰演。
- 2021年电视剧《香山叶正红》，由朱海军饰演。